# Luxemburgische Cyclocross-Meisterschaften
Die Luxemburgischen Cyclocross-Meisterschaften sind die nationalen Titelkämpfe im Querfeldeinfahren. Sie werden jährlich durch den nationalen Radsportverband Luxemburgs, die Fédération du Sport Cycliste Luxembourgeois (FSCL), in verschiedenen Kategorien ausgerichtet.

## Geschichte
Die erste Meisterschaft des Landes wurde durch die FSCL am 18. April 1920 in der Landeshauptstadt ausgetragen. Start und Ziel der 18 Kilometer langen Strecke waren vor dem Café Jamin am Glacis im Stadtteil Limpertsberg. Auch in den folgenden Jahren begannen und endeten die Meisterschaftsrennen für gewöhnlich dort, wenngleich der Parcours variierte. In Luxemburg wurde die Sportart bereits in den 1920er Jahren auch auf Deutsch als Cyclocross (bzw. Cyclo-Croß) bezeichnet, während in anderen deutschsprachigen Ländern die Bezeichnung Querfeldein üblich war (heute in der Schweiz: Radquer).
1927 entfielen die Meisterschaften, 1933 wurden sie wohl erstmals außerhalb der Hauptstadt organisiert, und zwar in Schifflingen. Die Meisterschaft diente auch der Selektion der Fahrer, die das Land beim jährlichen Critérium international de cyclo-cross, dem Vorläufer der Weltmeisterschaften, vertreten sollten. Während des Zweiten Weltkriegs entfielen die Meisterschaften erneut von 1941 bis 1945.
Ab 1950 lösten die Cyclocross-Weltmeisterschaften das Critérium international ab, die nationalen Meisterschaften dienten nunmehr zur Auswahl der Fahrer für diese Veranstaltung. Sie fanden daher eine oder zwei Wochen vor der WM statt, meist Anfang Februar. 1967 wurden bei der UCI getrennte Weltmeisterschaften für Profis und Amateure eingeführt. Die Luxemburger Meisterschaften wurden daraufhin weiter in einem Rennen ausgetragen, aber mit zwei Meistern, dem besten Profi und dem besten Amateur-Fahrer. 1967 erhielt nur der Gesamtsieger ein Meistertrikot, 1968 beide Gewinner. 1969 wurde zusätzlich der beste der Junioren ausgezeichnet, die im Rennen der Profis und Amateure mitfuhren. Außerdem gab es ein separates Rennen für die Débutants (15- und 16-Jährige). 1970 wurden die Meisterschaften neu organisiert: Fortan gab es ein Rennen für Amateure und Profis und eins für Junioren und Débutants; in beiden Rennen wurde je ein Meister gekürt.
1975 wurden die Weltmeisterschaften von der UCI in den Januar vorverlegt, um den Cyclocross-Fahrern einen leichteren Übergang in die Straßensaison zu ermöglichen. Die nationalen Meisterschaften wurden daher ebenfalls vorverlegt und fanden nun Anfang/Mitte Januar statt. Die Meisterschaften 1978 endeten mit dem Sieg von Roger Gilson, der anschließend wegen Dopings disqualifiziert wurde. An seiner Stelle wurde der zweitplatzierte Lucien Zeimes zum Meister erklärt.
2021 entfielen die Cyclocross-Meisterschaften infolge der Corona-Pandemie.

### Modus
Seit Einführung der U23-Kategorie (auch Espoirs genannt) finden bei den Männern die Rennen der Elite und der U23 gemeinsam statt, werden aber getrennt gewertet. Bis 2023 wurde das gemeinsame Klassement Scratch genannt. Ein U23-Fahrer, der im Scratch unter den ersten Drei platziert war, wurde trotzdem nur mit dem U23-Podium ausgezeichnet. 2000, 2002 und 2006 ging der Sieg im Scratch jeweils an einen U23-Fahrer, ebenso 2022 und 2023. 2024 wurde der Modus geändert und das Scratch-Klassement abgeschafft: Die U23-Fahrer starteten zwei Minuten nach der Elite und fuhren eine Runde weniger.
Bei den Frauen werden die Titelträgerinnen der Elite, der U23 und der Juniorinnen ebenfalls in einem gemeinsamen Rennen ermittelt, auch hier mit getrennten Klassements: Marie Schreiber etwa erreichte 2020 und 2022 jeweils den zweiten Platz im Scratch-Klassement als Junioren- bzw. U23-Meisterin, war jedoch vom Elite-Podium ausgeschlossen. 2023 und 2024 startete sie ungeachtet ihres noch jungen Alters in der Elite und wurde dort Meisterin; der U23-Titel ging an die jeweils nächste Nachwuchsfahrerin. Auch hier wurde der Modus 2024 dahingehend geändert, dass je nach Kategorie unterschiedlich viele Runden gefahren werden.
Außer den international anerkannten Kategorien gibt es Titelkämpfe bei den Débutants und den Masters.

### Austragungsorte
Angaben über die Veranstaltungsorte bis 1980 sind dem Archiv des Luxemburger Worts entnommen, die übrigen den einschlägigen Online-Quellen.
- 1920: Luxemburg, Glacis
- 1921: Luxemburg, Glacis
- 1922: Luxemburg, Glacis
- 1923: Luxemburg, Glacis
- 1924: unbekannt
- 1925: unbekannt
- 1926: unbekannt
- 1927: nicht ausgetragen
- 1928: Luxemburg, Glacis
- 1929: unbekannt
- 1930: Rollingergrund
- 1931: Limpertsberg
- 1932: Luxemburg
- 1933: Schifflingen
- 1934: Rollingergrund
- 1935: Beles
- 1936: Luxemburg, Drei Eicheln
- 1937: Esch
- 1938: Düdelingen
- 1939: Ettelbrück
- 1940: Luxemburg, Petrusstal
- 1946: Bettemburg
- 1947: Mersch
- 1948: Eich
- 1949: Mondorf
- 1950: Petingen
- 1951: Ettelbrück
- 1952: Rümelingen
- 1953: Luxemburg, Petrusstal
- 1954: Bettemburg
- 1955: Rümelingen
- 1956: Luxemburg, Baumbusch
- 1957: Rodingen
- 1958: Diekirch
- 1959: Mutfort
- 1960: Bissen
- 1961: Kopstal
- 1962: Wiltz
- 1963: Schüttringen
- 1964: Hesperingen
- 1965: Hamm
- 1966: Kayl
- 1967: Eich
- 1968: Esch
- 1969: Kayl
- 1970: Wiltz
- 1971: Tetingen
- 1972: Hesperingen
- 1973: Tetingen
- 1974: Eich
- 1975: Petingen
- 1976: Grevenmacher
- 1977: Sandweiler
- 1978: Fond-de-Gras
- 1979: Düdelingen
- 1980: Luxemburg, Baumbusch
- 1981–1993: unbekannt
- 1994: Rümelingen
- 1995: Petingen
- 1996: unbekannt
- 1997: Junglinster
- 1998: Warken
- 1999: Zessingen
- 2000: Dippach
- 2001: Mersch
- 2002: Kopstal
- 2003: Tetingen
- 2004: Beles
- 2005: Luxemburg, Baumbusch
- 2006: Kayl
- 2007: Leudelingen
- 2008: Contern
- 2009: Dippach
- 2010: Hesperingen
- 2011: Préizerdaul
- 2012: Kayl
- 2013: Beles
- 2014: Zessingen
- 2015: Bruch
- 2016: Hesperingen
- 2017: Schengen
- 2018: Kayl
- 2019: Bruch
- 2020: Dippach
- 2021: nicht ausgetragen
- 2022: Ettelbrück
- 2023: Mamer
- 2024: Hesperingen
- 2025: Cessange

## Sieger

### Männer
- 1920: Felix Neyen
- 1921: Michel Wolff
- 1922: Joseph Rasqui
- 1923: Nicolas Frantz
- 1924: Nicolas Frantz
- 1925: Jean-Pierre Engel
- 1926: Jean-Pierre Engel
- 1927: nicht ausgetragen
- 1928: Josy Kraus
- 1929: Charles Krier
- 1930: Josy Kraus
- 1931: Josy Kraus
- 1932: Jean-Pierre Muller[23]
- 1933: Josy Mersch
- 1934: Josy Mersch
- 1935: Josy Mersch
- 1936: Arsène Mersch
- 1937: Josy Mersch
- 1938: Arsène Mersch
- 1939: Arsène Mersch
- 1940: Mathias Clemens
- 1941–1945: nicht ausgetragen
- 1946: Jean Goldschmit
- 1947: Jean Goldschmit
- 1948: Jean Kirchen
- 1949: Roger Jacobs
- 1950: Roger Jacobs
- 1951: Roger Jacobs
- 1952: Jean Kirchen
- 1953: Johny Goedert
- 1954: Charly Gaul
- 1955: Jean Schmit
- 1956: Jean Schmit
- 1957: Jean Schmit
- 1958: Jean Schmit
- 1959: Marco Thewes
- 1960: Jean Schmit
- 1961: Jean Schmit
- 1962: Charly Gaul
- 1963: Jean Schmit
- 1964: Nicolas Morn
- 1965: Jean Schmit
- 1966: Gilbert Schmartz
- 1967: Nicolas Morn (Profis)
- 1967: Georges Richartz (Amateure)
- 1968: Nicolas Morn (Profis)
- 1968: Johny Michely (Amateure)
- 1969: Josy Johanns (Profis)
- 1969: Johny Michely (Amateure)
- 1970: Lucien Zeimes
- 1971: Lucien Zeimes
- 1972: Lucien Zeimes
- 1973: Johny Michely
- 1974: Lucien Didier
- 1975: Johny Michely
- 1976: Lucien Zeimes
- 1977: Roger Gilson
- 1978: Lucien Zeimes
- 1979: Claude Michely
- 1980: Claude Michely
- 1981: Claude Michely
- 1982: Claude Michely
- 1983: Claude Michely
- 1984: Claude Michely
- 1985: Claude Michely
- 1986: Claude Michely
- 1987: Claude Michely
- 1988: Claude Michely
- 1989: Claude Michely
- 1990: Claude Michely
- 1991: Jempy Drucker senior
- 1992: Jempy Drucker senior
- 1993: Pascal Meyers
- 1994: Pascal Triebel
- 1995: Pascal Triebel
- 1996: Pascal Triebel
- 1997: Pascal Triebel
- 1998: Pascal Triebel
- 1999: Daniel Bintz
- 2000: Pascal Triebel[24]
- 2001: Pascal Triebel
- 2002: Pascal Triebel[24]
- 2003: Gusty Bausch
- 2004: Tom Flammang
- 2005: Gusty Bausch
- 2006: Gusty Bausch[24]
- 2007: Gusty Bausch
- 2008: Jempy Drucker
- 2009: Gusty Bausch
- 2010: Jempy Drucker
- 2011: Jempy Drucker
- 2012: Gusty Bausch
- 2013: Christian Helmig
- 2014: Christian Helmig
- 2015: Christian Helmig
- 2016: Christian Helmig
- 2017: Scott Thiltges
- 2018: Sören Nissen
- 2019: Vincent Dias Dos Santos
- 2020: Lex Reichling
- 2021: nicht ausgetragen
- 2022: Scott Thiltges[24]
- 2023: Raphael Kockelmann[25]
- 2024: Loïc Bettendorff
- 2025: Loïc Bettendorff

### Frauen
- 1997: Suzie Godart
- 1998: Suzie Godart
- 1999: Suzie Godart
- 2001: Suzie Godart
- 2002: Suzie Godart
- 2003: Suzie Godart
- 2004: Suzie Godart
- 2005: Suzie Godart
- 2006: Isabelle Hoffmann
- 2007: Nathalie Lamborelle
- 2008: Nathalie Lamborelle
- 2009: Suzie Godart
- 2010: Christine Majerus
- 2011: Christine Majerus
- 2012: Christine Majerus
- 2013: Christine Majerus
- 2014: Christine Majerus
- 2015: Christine Majerus
- 2016: Christine Majerus
- 2017: Christine Majerus
- 2018: Christine Majerus
- 2019: Christine Majerus
- 2020: Christine Majerus
- 2021: nicht ausgetragen
- 2022: Christine Majerus
- 2023: Marie Schreiber
- 2024: Marie Schreiber
- 2025: Marie Schreiber

### Männer U23
- 1999: Kim Kirchen
- 2000: Steve Fogen
- 2001: Gusty Bausch
- 2002: Gusty Bausch
- 2003: Marc Ernster
- 2004: Marc Ernster
- 2005: Jempy Drucker
- 2006: Jempy Drucker
- 2007: Jempy Drucker
- 2008: David Claerebout
- 2009: Pit Schlechter[26]
- 2010: Pit Schlechter
- 2011: Pit Schlechter
- 2012: Pit Schlechter[27]
- 2013: Massimo Morabito[28]
- 2014: Massimo Morabito
- 2015: Massimo Morabito
- 2016: Luc Turchi
- 2017: Luc Turchi
- 2018: Félix Schreiber
- 2019: Nicolas Kess
- 2020: Loïc Bettendorff
- 2021: nicht ausgetragen
- 2022: Loïc Bettendorff
- 2023: Mats Wenzel
- 2024: Mats Wenzel
- 2025: Mathieu Kockelmann

### Frauen U23
- 2017: Edie Antonia Rees
- 2018: Edie Antonia Rees
- 2019: Laetitia Maus
- 2020: Nina Berton
- 2021: nicht ausgetragen
- 2022: Marie Schreiber
- 2023: Liv Wenzel
- 2024: Liv Wenzel
- 2025: Liv Wenzel

### Junioren
- 1969: Camille Faber
- 1970: Albert Rischartz
- 1971: Lucien Lampach
- 1972: Nico Bidinger
- 1973: Fernand Jucken
- 1974: Nico Ney
- 1975: Romain Hilger
- 1976: Charly Bourgmeyer
- 1977: Claude Michely
- 1978: Claude Michely
- 1979: Josy Allegrini
- 1980: Guy Richartz
- 1981–1993: unbekannt
- 1994: Benoît Joachim
- 1995: Claude Entringer
- 1996: Max Becker
- 1997: Steve Fogen
- 1998: Gusty Bausch
- 1999: Marc Bastian
- 2000: Marc Ernster
- 2001: Marc Ernster
- 2002: Andy Schleck
- 2003: Jempy Drucker
- 2004: Jempy Drucker
- 2005: Kim Michely
- 2006: David Schloesser
- 2007: Tom Thill
- 2008: Vincent Dias dos Santos
- 2009: Bob Jungels
- 2010: Bob Jungels
- 2011: Tom Schwarmes
- 2012: Sven Fritsch
- 2013: Ken Muller
- 2014: Ken Muller
- 2015: Kevin Geniets
- 2016: Michel Ries
- 2017: Tristan Parrotta
- 2018: Nicolas Kess
- 2019: Loïc Bettendorff
- 2020: Mats Wenzel
- 2021: nicht ausgetragen
- 2022: Mathieu Kockelmann
- 2023: Noa Berton
- 2024: Rick Meylender
- 2025: Jonah Flammang-Lies

### Juniorinnen
- 2020: Marie Schreiber
- 2021: nicht ausgetragen
- 2022: Layla Barthels
- 2023: Anouk Schmitz
- 2024: Gwen Nothum
- 2025: Kylie Bintz